# ستانچیچی (چاچاک)
ستانچیچی (به صربی: Stančići) یک منطقهٔ مسکونی در صربستان است که در چاچاک واقع شده‌است. ستانچیچی ۳٫۶۲ کیلومتر مربع مساحت و ۳۳۱ نفر جمعیت دارد و ۵۵۹ متر بالاتر از سطح دریا واقع شده‌است.